# Heiligenstädter Straße
Die Heiligenstädter Straße ist eine Hauptstraße entlang des östlichen Randes des 19. Wiener Gemeindebezirks Döbling.

## Geschichte
Die Heiligenstädter Straße ist ein sehr alter Straßenzug; sie folgt im Wesentlichen der römischen Limesstraße. 1706 war sie Nußdorfer Weg benannt, von 1721 bis 1894 Nußdorfer Straße in Oberdöbling und Heiligenstadt, da sie nach Nussdorf führte, während sie in Nussdorf selbst einfach Hauptstraße hieß. Am 18. Juli 1894 verlieh der Stadtrat die Bezeichnung Heiligenstätterstraße, die ab 26. Juni 1895 auf ihre Verlängerung im Gebiet der früheren Gemeinde Kahlenbergerdorf ausgedehnt wurde. Der Abschnitt zwischen Nussdorfer Platz und ehemaliger Stadtgrenze im Kahlenbergerdorf hieß von 1939 bis 1945 Berliner Straße. Schließlich erhielt mit Beschluss des Stadtsenats vom 20. November 1945 die gesamte Straße die Bezeichnung Heiligenstädter Straße.
1870 wurde die parallel verlaufende Franz-Josefs-Bahn eröffnet, im Sommer 1898 die Vorortelinie und die Gürtellinie der Wiener Stadtbahn und schließlich im August 1901 auch der Verbindungsbogen zur Donaukanallinie, welche die Heiligenstädter Straße über insgesamt drei markante Viadukte überqueren.
Im Juli 1885 nahm eine Dampfstraßenbahn den Betrieb von der (heutigen) Nussdorfer Straße durch die Heiligenstädter Straße bis Nussdorf auf, von wo seit 1874 die Kahlenbergbahn auf den Kahlenberg führte. Im August 1903 wurde die Dampftramway auf elektrischen Betrieb umgestellt.
Von 1926 bis 1933 entstand zwischen Geistingergasse und Grinzinger Straße der größte Wiener Gemeindebau, der Karl-Marx-Hof.

## Beschreibung

### Verlauf, Charakteristik
Die Heiligenstädter Straße durchquert die Döblinger Bezirksteile Oberdöbling, Heiligenstadt, Nussdorf und Kahlenbergerdorf. Sie beginnt an der Nussdorfer Straße als Verlängerung des Währinger Gürtels. In einem langen leicht abschüssigen Linksbogen erreicht sie den Liechtenwerder Platz und verläuft ab da bis Nussdorf generell in nordnordöstlicher Richtung, stets am Fuß des Abhangs der Wiener Stadtterrasse. Nach dem links gelegenen Ditteshof und dem gegenüber über dem Gelände der Franz-Josefs-Bahn errichteten Bundesamtsgebäude Josef-Holaubek-Platz unterquert sie zwei Viadukte, die für die ehemalige Wiener Stadtbahn errichtet wurden. Das erste davon, das früher zum Verbindungsbogen von der Gürtel- zur Donaukanallinie gehörte, dient nun der U-Bahn-Linie U6, während das zweite, ehemals Teil der Gürtellinie nach Heiligenstadt, stillgelegt ist. Verschränkt in die Brückenanlage sind außerdem die Brücke für die nördliche Richtungsfahrbahn der Gürtelbrücke und ein Fußgängersteg vom Döblinger Gürtel zur U-Bahn- und S-Bahn-Station Spittelau.
Bis hierher verläuft am linken Straßenrand die Grenze zwischen 9. und 19. Bezirk, sodass die Gebäude auf der linken Straßenseite in Döbling, die Straße selbst und die Häuser auf der rechten Seite hingegen in Alsergrund liegen. Erst ab Haus Nummer 22 liegt die Straße zur Gänze im 19. Bezirk.
Die Trasse der Bahn entfernt sich jetzt von der Heiligenstädter Straße, die nun beidseits verbaut ist. Die Verbauung ist zusammengesetzt aus vereinzelten vorstädtischen Gebäuden, Häusern aus der Zeit des Historismus und des Secessionsstils wie auch modernen Bauten. Nach dem links am Abhang gelegenen Wertheimsteinpark überquert das Viadukt der Vorortelinie die Straße.
Kurz nach der Kreuzung mit Barawitzkagasse und Gunoldstraße beginnt auf der rechten Seite der rund 1,1 Kilometer lange Komplex des Karl-Marx-Hofes. Die Fahrbahn schwenkt hier nach Westen, während die Straßenbahn am östlichen Rand der Straße auf einem eigenen Gleiskörper verkehrt und erst vor der Kreuzung mit der Grinzinger Straße wieder in die Mittellage zurückkehrt. Die Straße ist hier als Allee gestaltet; vor dem Zentrum des Karl-Marx-Hofes (12.-Februar-Platz) liegen ausgedehnte Grünanlagen.
Nach der Grinzinger Straße dominiert wieder beidseits geschlossene Verbauung bis zum Nussdorfer Platz, dessen Ostseite vom Empfangsgebäude des Nussdorfer Bahnhofs der Vorortelinie und der Franz-Josefs-Bahn eingenommen wird.
Danach schwenkt die Straße nach links in nordnordwestliche Richtung. Auf der linken Seite folgen noch einige Gebäude überwiegend aus der Zeit des 17. und 18. Jahrhunderts, ehe der Abhang des Nussbergs ganz an die Straße herantritt. Bis zum Kahlenbergerdorf gibt es auf der linken Seite kaum noch Häuser. Auf der rechten Seite verläuft zuerst in Hochlage die Klosterneuburger Straße (B14) und nach deren Einmündung der Gleiskörper der Franz-Josefs-Bahn.
Erst im Bereich des Kahlenbergerdorfs finden sich wieder einige Häuser entlang der linken Straßenseite; der Ort selbst ist jedoch von der Straße etwas abgerückt. Danach schiebt sich wieder der steile Abhang des Leopoldsberges bis ganz an die Straße vor. Erst kurz vor der Stadtgrenze, die nach Orientierungsnummer 417 erreicht wird, ist links wieder Platz für einige Häuser.

### Verkehr

#### Motorisierter Individualverkehr
Die Heiligenstädter Straße ist einerseits Zubringer zu den östlichen, nordöstlichen und nördlichen Bezirksteilen Oberdöbling, Heiligenstadt, Nussdorf und Kahlenbergerdorf, aber auch über die Grinzinger Straße bis Grinzing. Andererseits ist sie aber auch Ausfallstraße Richtung Norden in die dort südlich der Donau gelegenen Gebiete, vor allem nach Klosterneuburg, aber auch darüber hinaus bis ins südliche Tullnerfeld. Teilweise haben Wiener Gürtel Straße B221, Gürtelbrücke, Donaukanal Straße B227, Nussdorfer Brücke und Klosterneuburger Straße B14 diese Funktion übernommen, sodass der Bereich zwischen der Abzweigung zur Gürtelbrücke und der Einmündung der B14 nördlich von Nussdorf umfahren wird; an ihrem Beginn von der Nussdorfer Straße bis zur Gürtelbrücke ist jedoch die Heiligenstädter Straße Teil der Wiener Gürtel Straße B221 und ab der Einmündung nördlich von Nussdorf Teil der Klosterneuburger Straße B14 und damit Hauptstraße B. In dem dazwischen liegenden Abschnitt ist sie als Hauptstraße A eingestuft.

#### Öffentlicher Personennahverkehr
Von Liechtenwerder Platz bis Nussdorfer Platz befährt die Straßenbahnlinie D die Heiligenstädter Straße; der früher bis zu deren Einstellung von der Linie 8 befahrene Abschnitt von der Nussdorfer Straße bis zum Liechtenwerder Platz bzw. Glatzgasse wird nur mehr als Betriebsgleis benützt.
Bei der U-Bahn- und S-Bahn-Station Spittelau bestehen Umsteigemöglichkeiten in die U-Bahn-Linien U4 und U6, zur Franz-Josefs-Bahn und der auf der Strecke verkehrenden S-Bahn-Linie S40 sowie zu den Autobuslinien 35A und 37A.
Ein weiterer Verkehrsknoten besteht im Bereich des Karl-Marx-Hofes und des östlich davon gelegenen Bahnhofs Heiligenstadt, zugleich Endstation der U-Bahn-Linie U4, wo mehrere Autobuslinien enden. Diese kreuzen die Heiligenstädter Straße und befahren sie teilweise im Zuge ihrer Schleifenfahrten, so die Linien 10A und 39A über Barawitzkagasse – Gunoldstraße, 38A über Grinzinger Straße sowie mehrere regionale Buslinien, die ab hier durch die Heiligenstädter Straße bis zur Wiener Stadtgrenze und weiter Richtung Klosterneuburg verkehren.
Am Nussdorfer Platz ist im Bahnhof Wien Nussdorf nochmals ein Umsteigen in die Franz-Josefs-Bahn bzw. die S-Bahn-Linie S40 möglich.

## Bemerkenswerte Adressen
(Denkmalgeschützte Objekte sind durch Fettdruck hervorgehoben.)
- Nr. 4: Gemeindebau Gall-Hof, errichtet 1924–1925 nach Plänen von Alfred Chalusch, Heinrich Schopper (Identanschrift: Latschkagasse 3–5)
- Nr. 11–25: Dittes-Hof
- Nr. 12, erbaut 1906 von Andreas Gisshammer, ein repräsentatives Jugendstilhaus zum Lichtenwerder Platz hin, wurde gemeinsam mit dem Nachbarhaus Liechtensteinstraße 134 erbaut und ergibt so eine gewisse Torsituation am Rand der Vorstadt
- nach Nr. 27: Brücke des Verbindungsbogens der Wiener Stadtbahn (jetzt Linie U6)
- nach Nr. 29: Brücke der ehemaligen Gürtellinie der Wiener Stadtbahn
- Nr. 55–63: Privatklinik Döbling
- nach Nr. 75A, 70: Brücke der Vorortelinie
- Nr. 80: Svoboda-Hof
- Nr. 82–92: Karl-Marx-Hof
- Nr. 101: Unterheiligenstädter Pfarrkirche
- Nr. 129: Kommunaler Wohnbau aus den Jahren 1953–1954 nach Plänen von Josef Hoffmann und Josef Kalbac; über dem Eingang Natursteinrelief Familie von Heinz Leinfellner
- Nr. 146: Kommunaler Wohnbau von Alfred Castellitz (1925/26)
- bei Nr. 151: Plastik Männer im Gespräch von Hilde Uray aus den Jahren 1956–1961
- Nr. 155: Volksheim nach Plänen von Gustav Peichl (1961) mit Mosaik aus Glassteinen Wissen macht frei von Roman Haller (1960/61); Haus Döbling der Volkshochschule Alsergrund Währing Döbling
- bei Nr. 163: Stele Arbeit von Ferdinand Opitz (1951–1953)
- hinter Nr. 357: Barockes Gartenportal (bezeichnet 1609)

## Bildergalerie

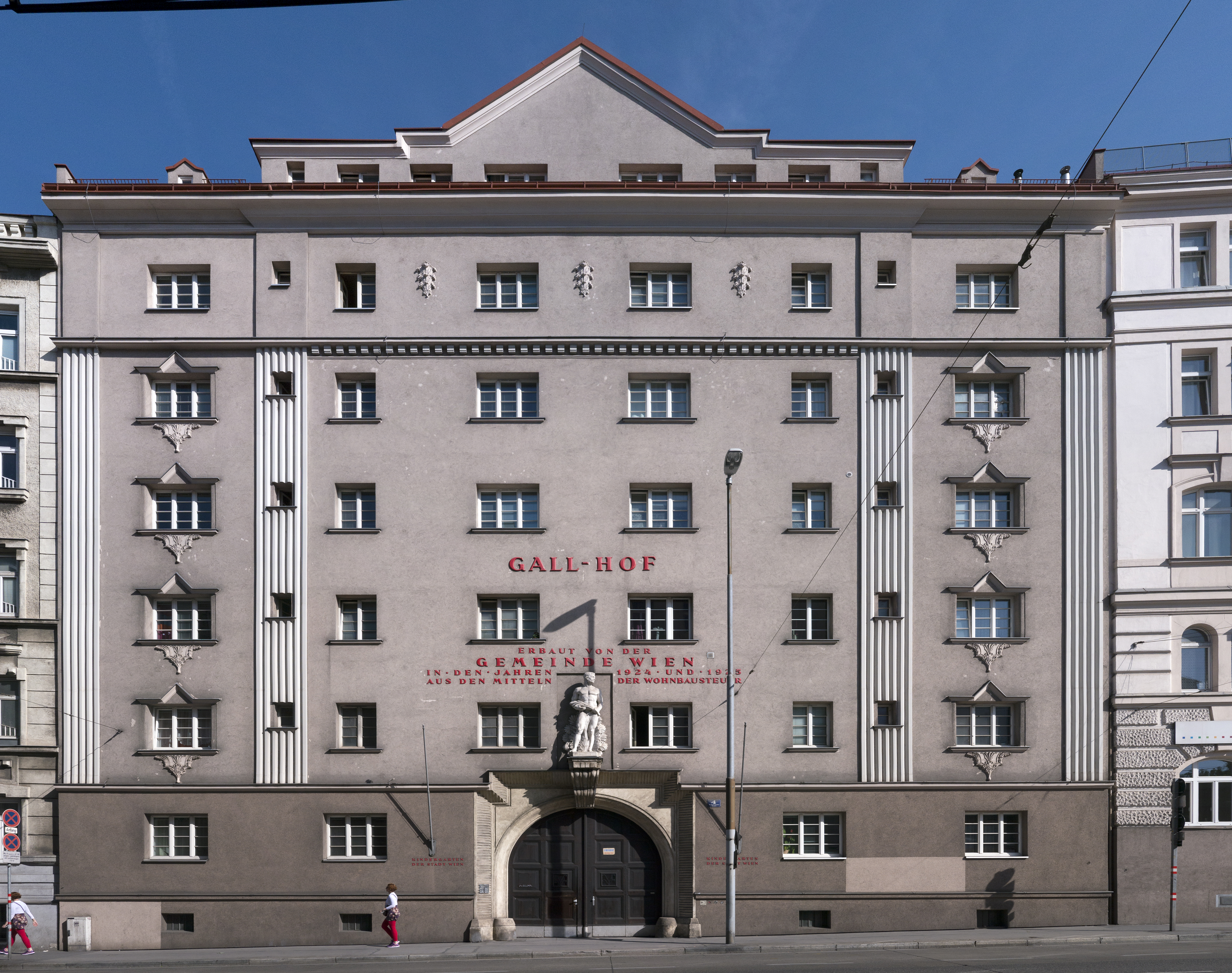
Gall-Hof
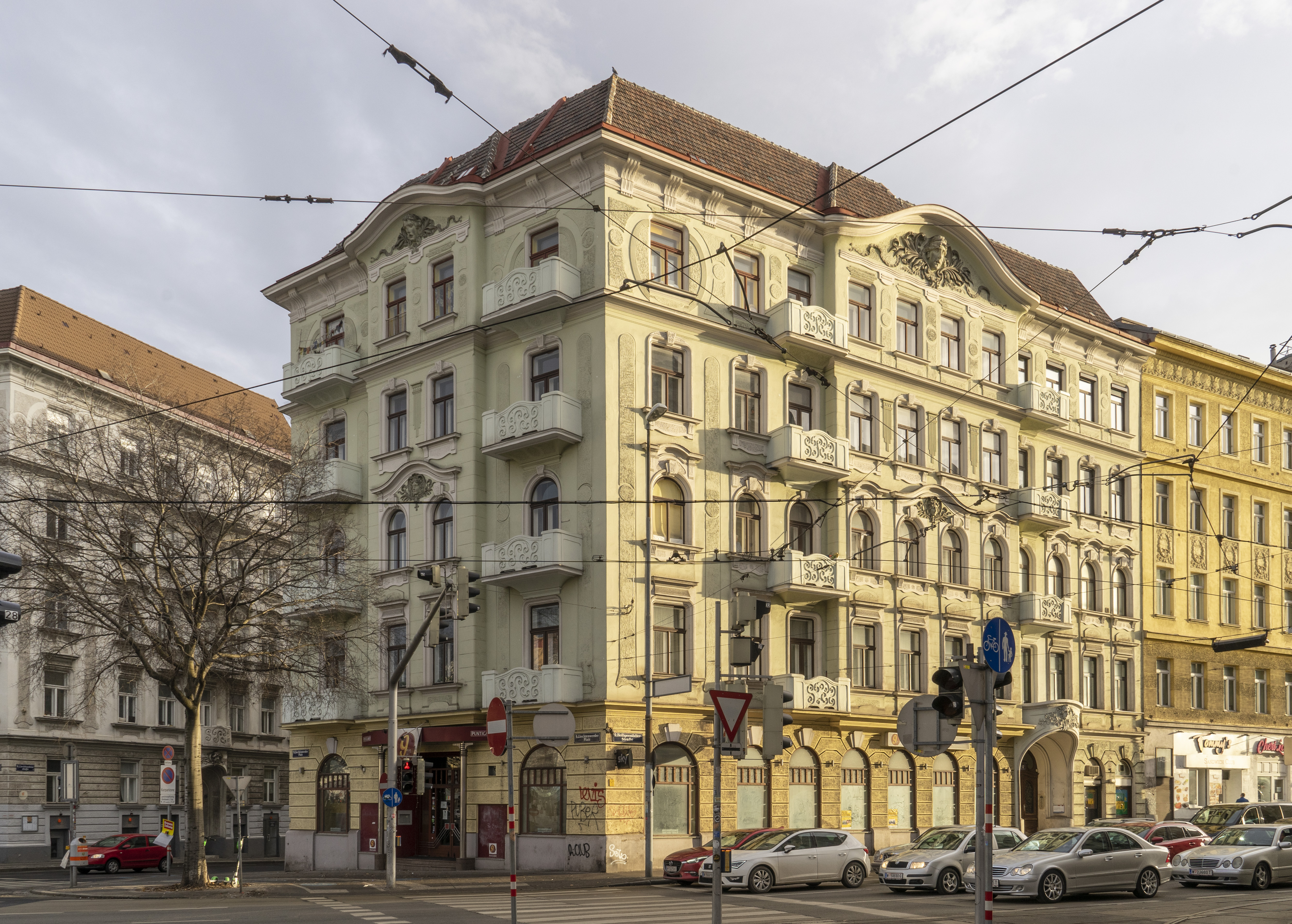
Heiligenstädter Straße 12 (Identanschriften: Liechtenwerder Platz 2, Liechtensteinstraße 159)
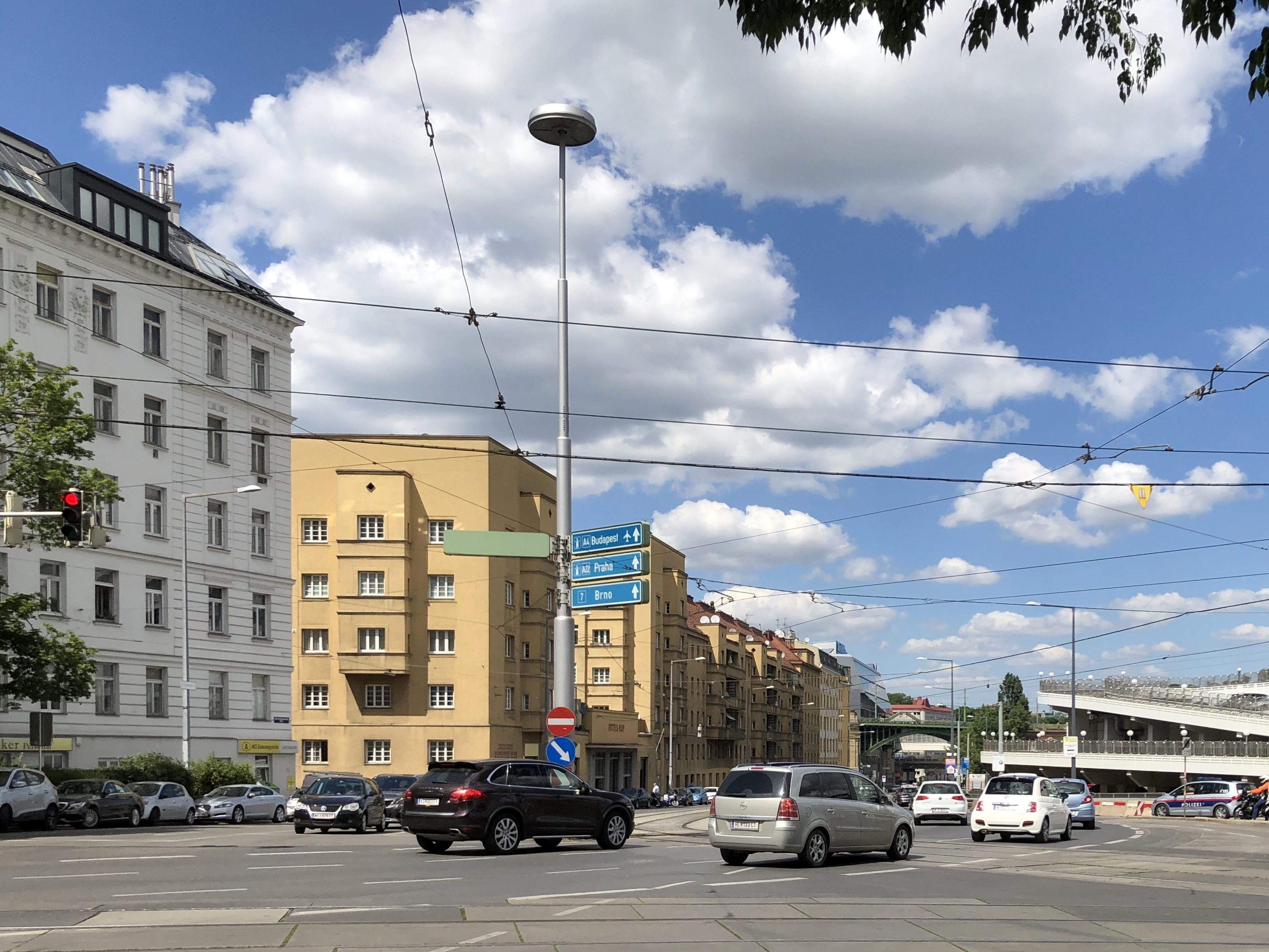
Liechtenwerder Platz
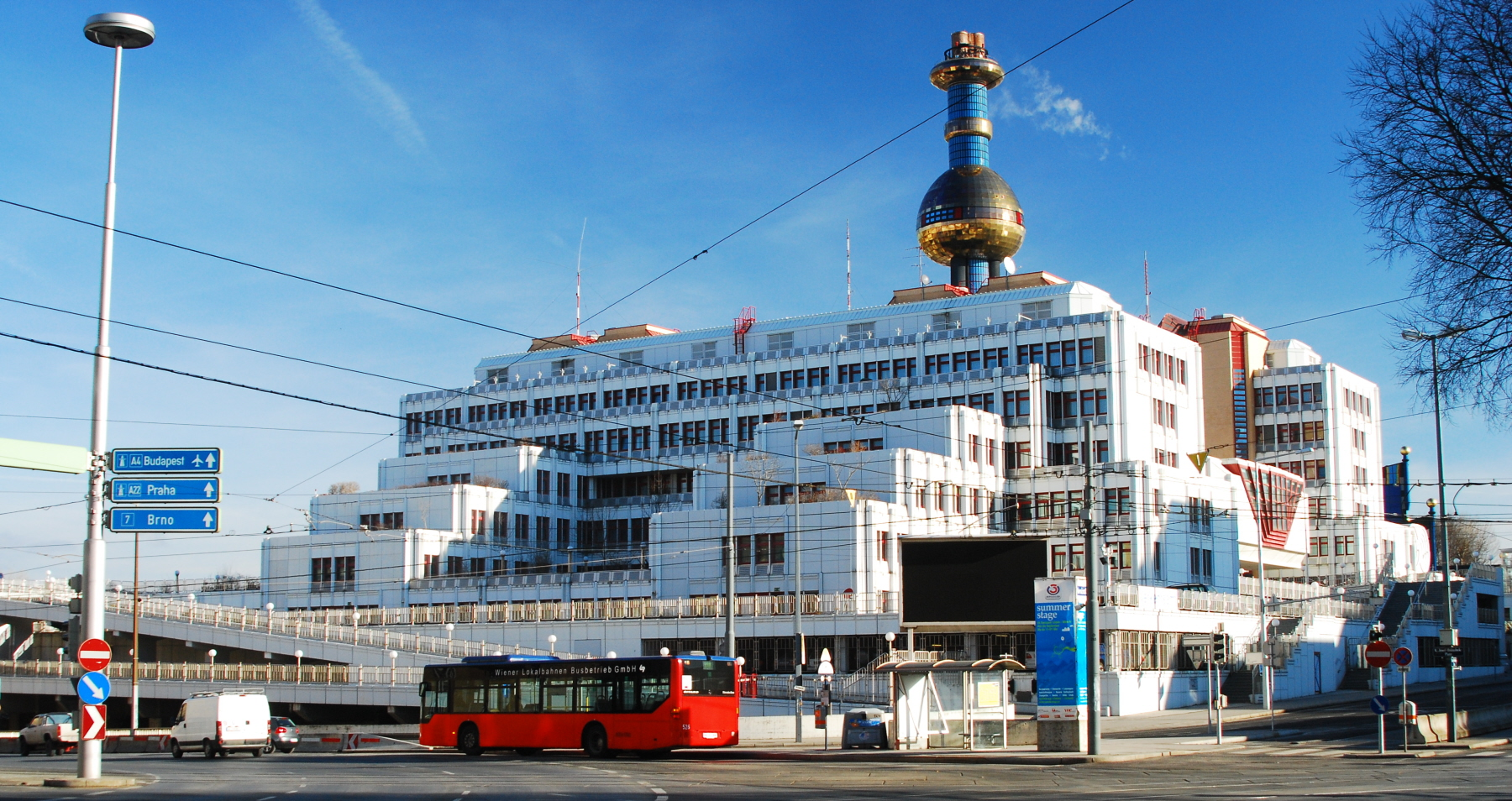
Bundesamtsgebäude
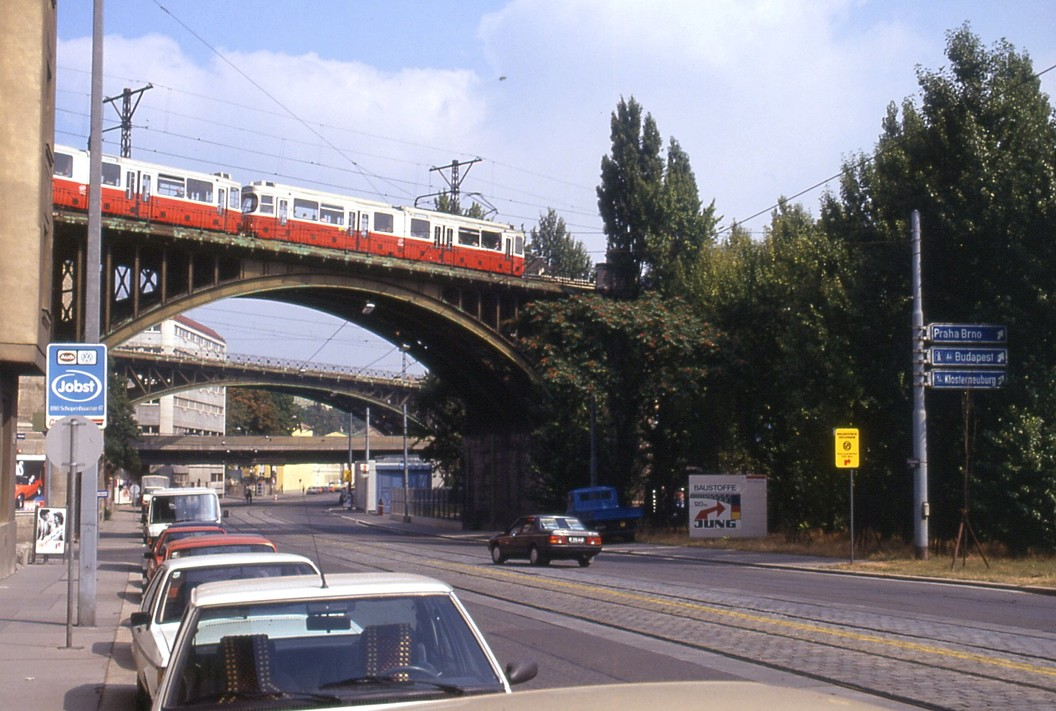
Stadtbahnbrücken über die Heiligenstädter Straße 1990 (es fehlt noch der Fußgängersteg zur Station Spittelau) …
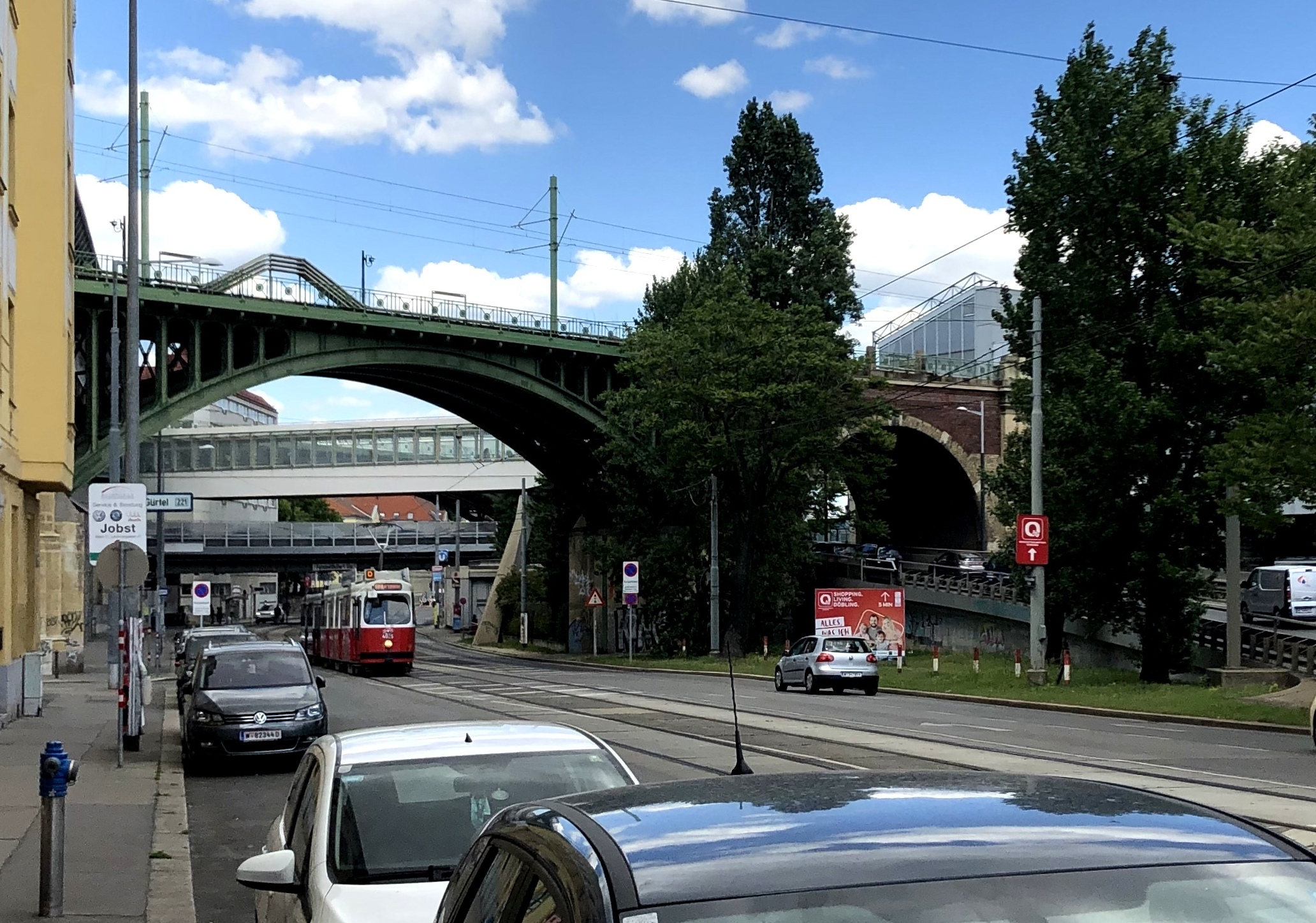
… und im Jahr 2020 (Die Brücke zur Station Spittelau verdeckt die Brücke der Gürtellinie)
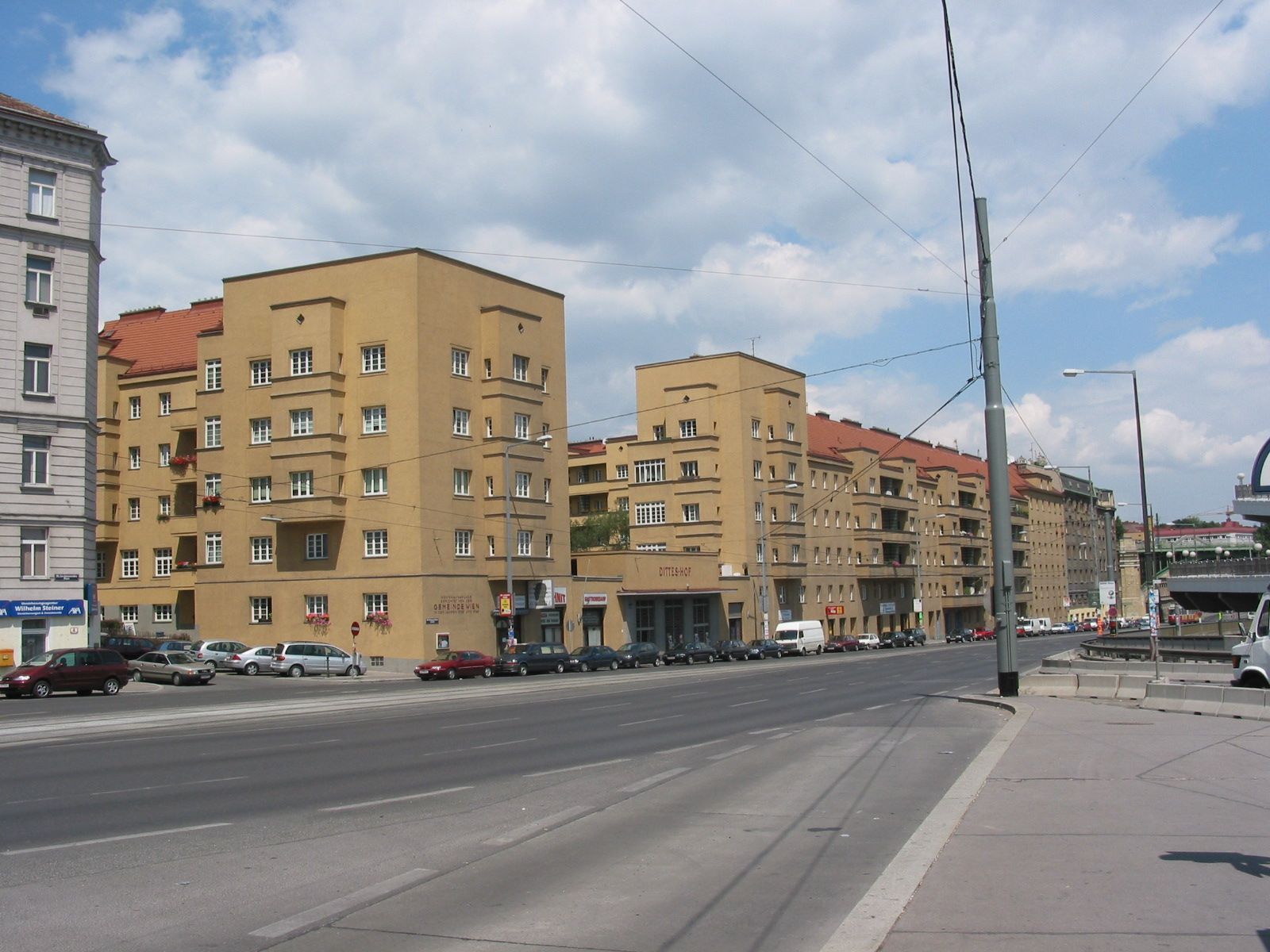
Dittes-Hof
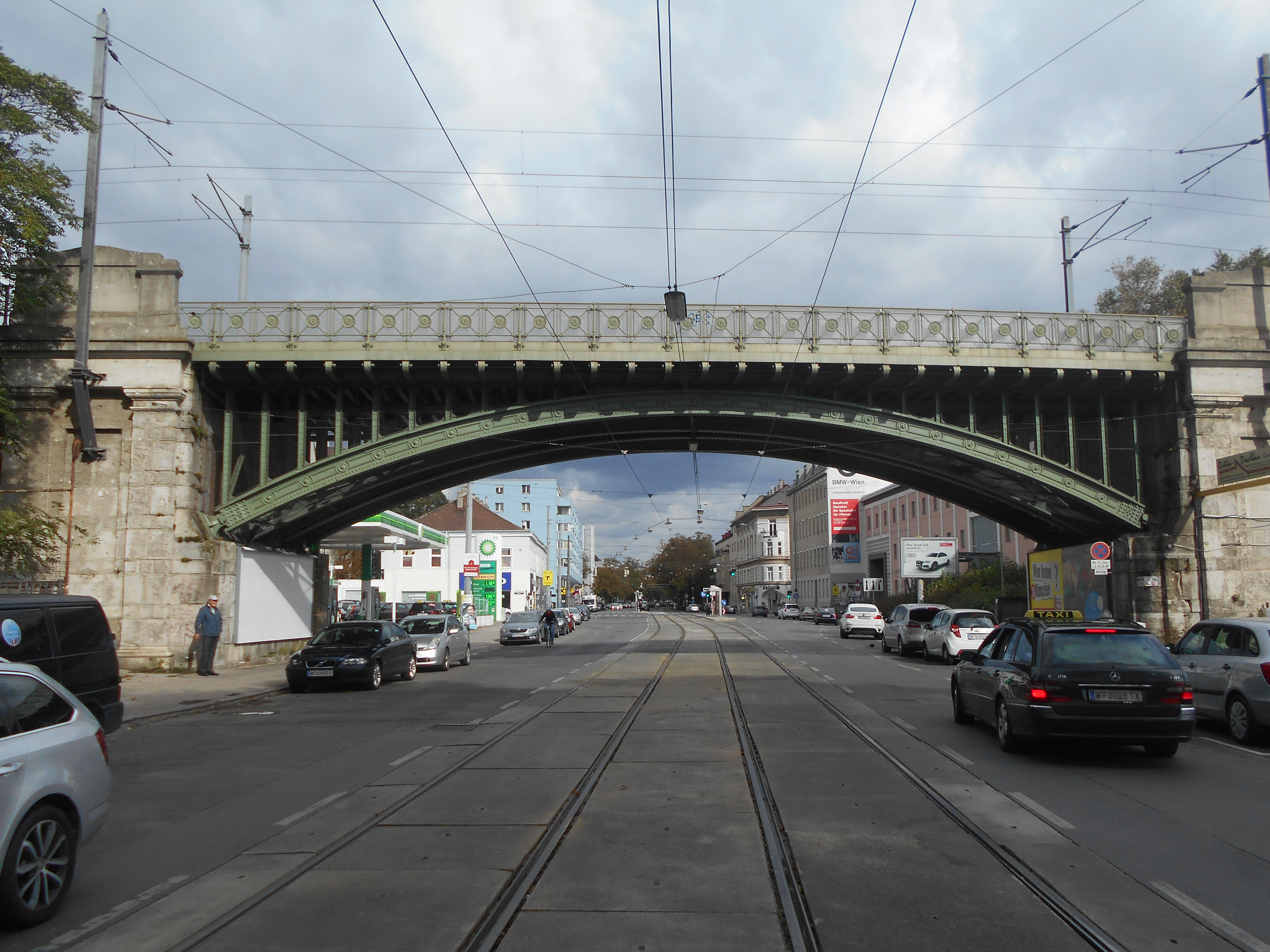
Brücke der Vorortelinie
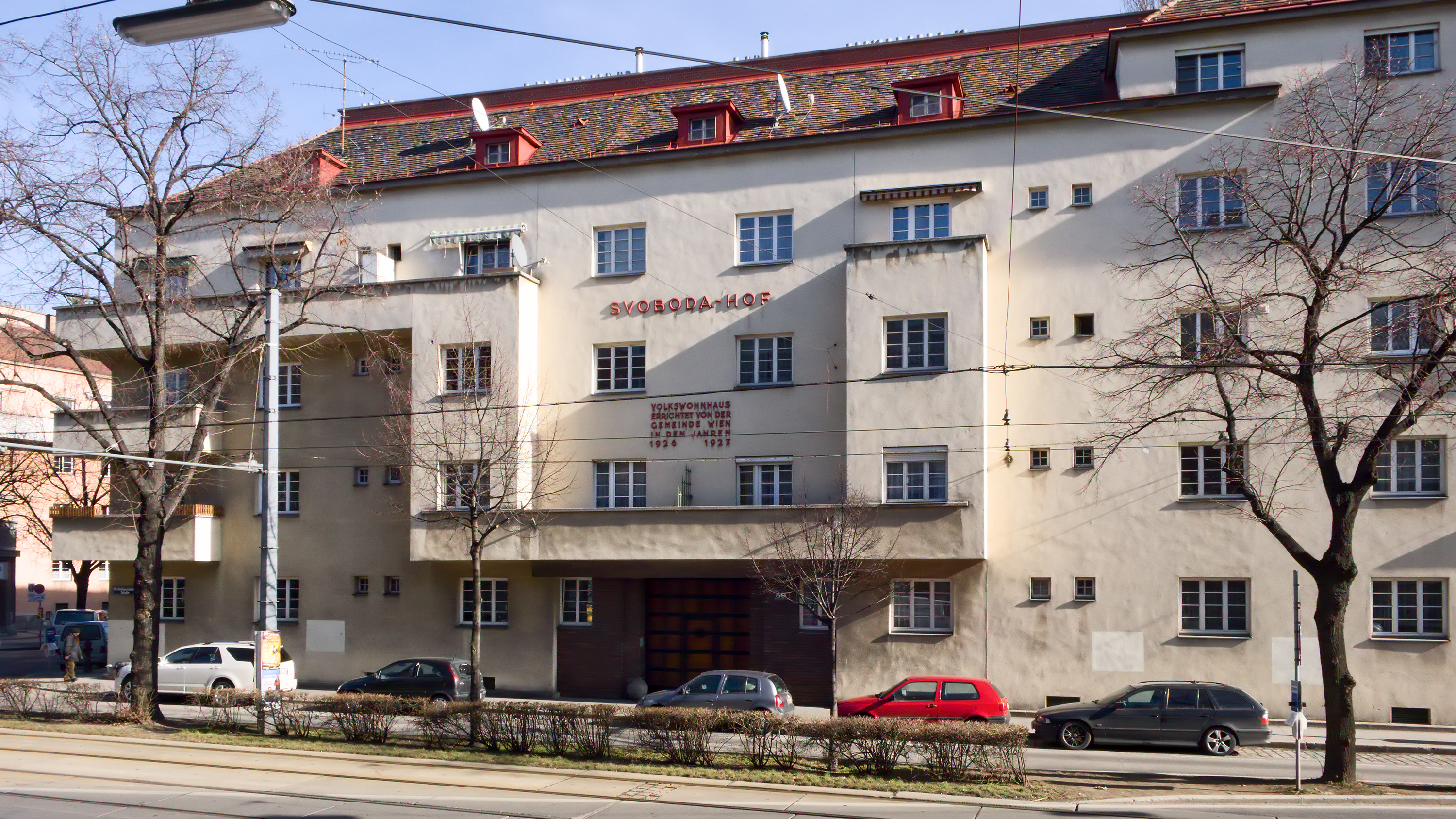
Svoboda-Hof
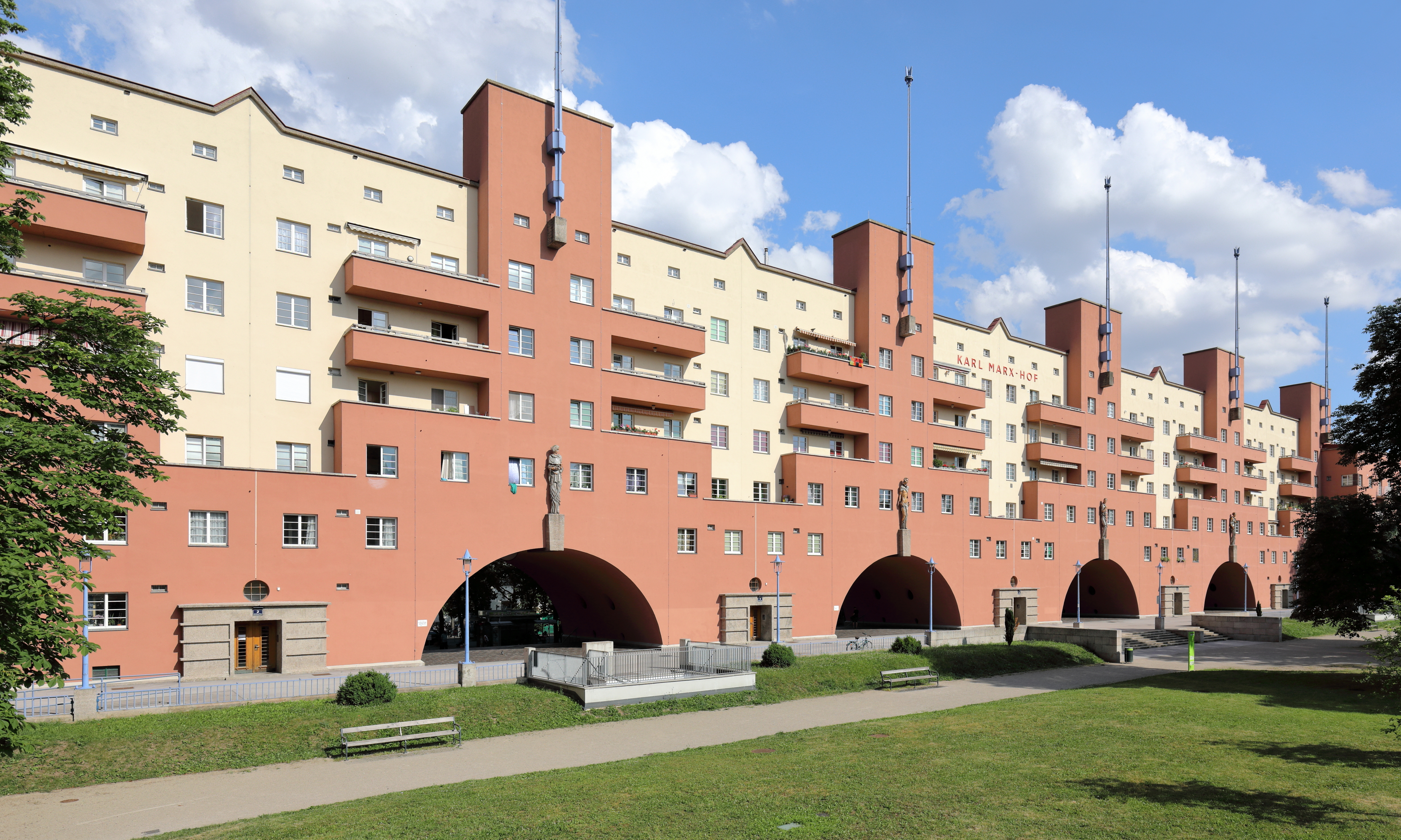
Karl-Marx-Hof
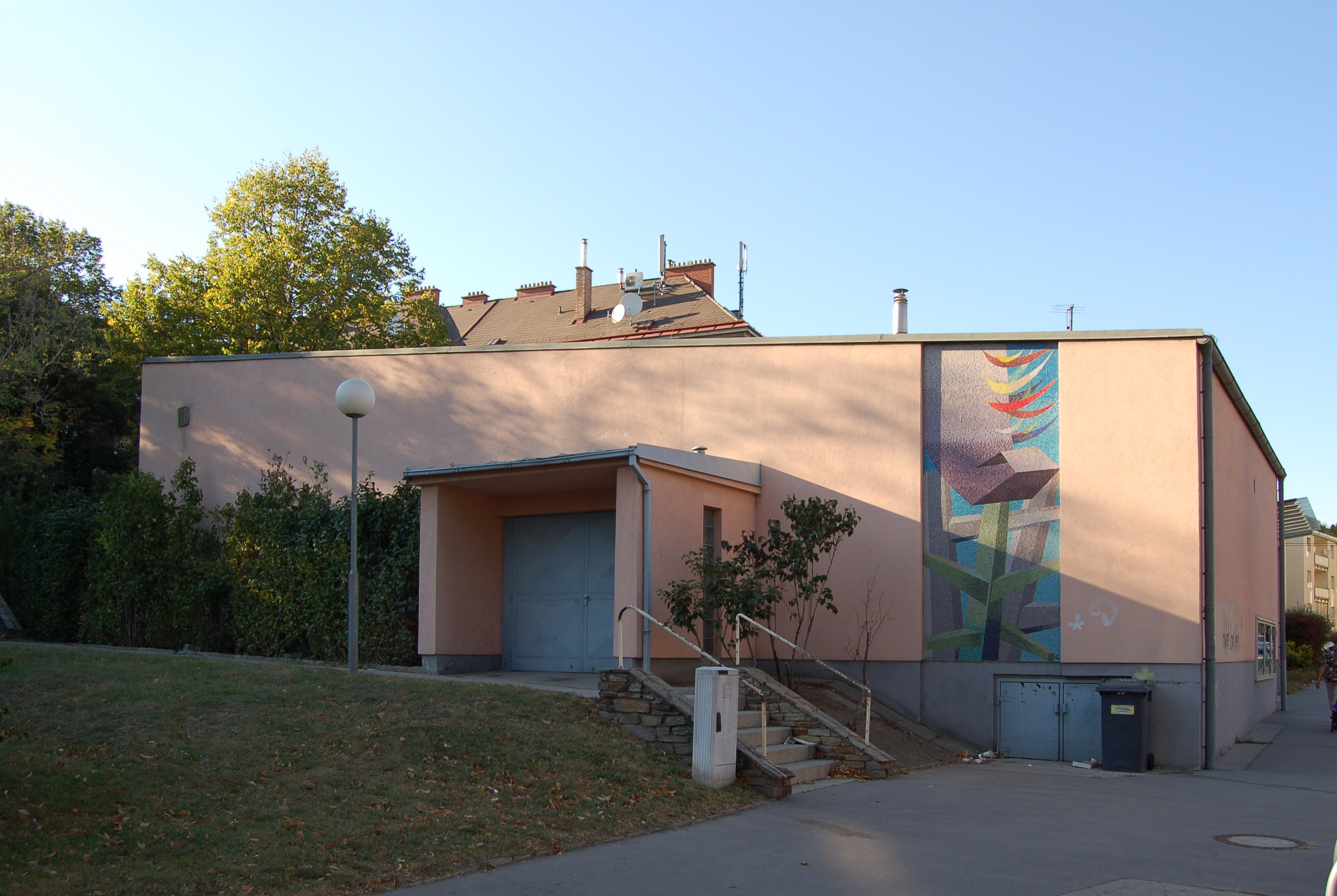
Volksheim, Volkshochschule
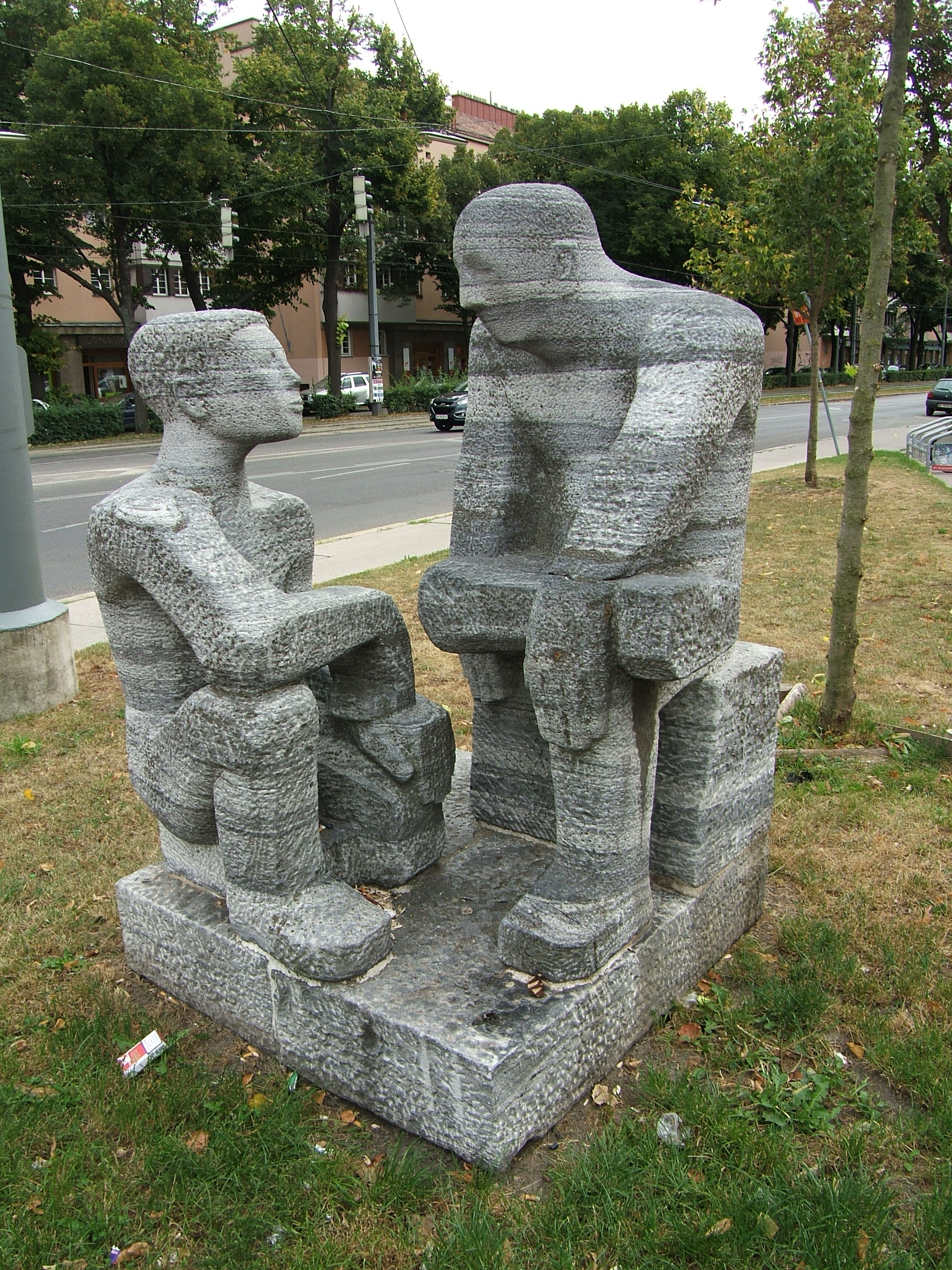
Sitzende bzw. Männer im Gespräch
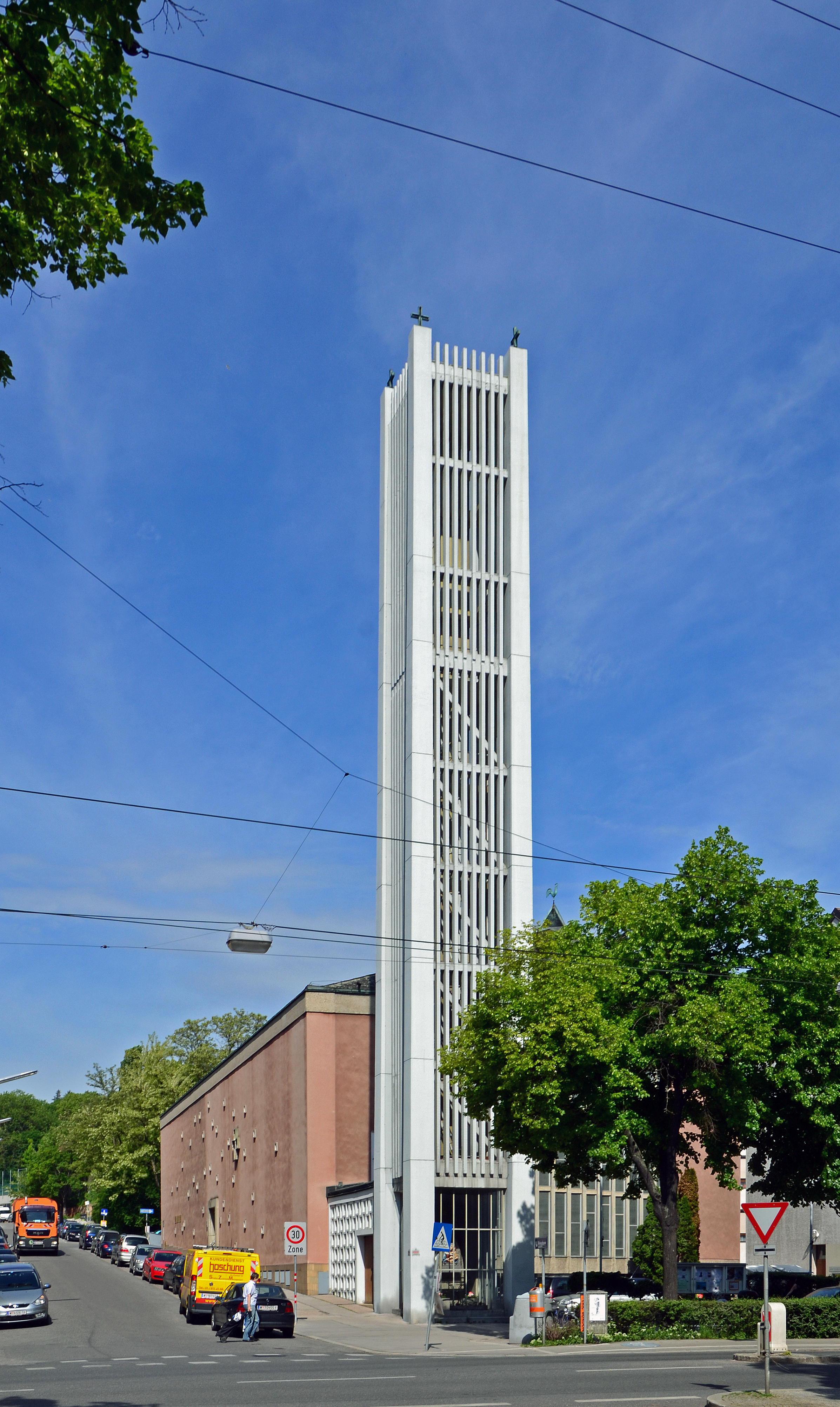
Unterheiligenstädter Pfarrkirche
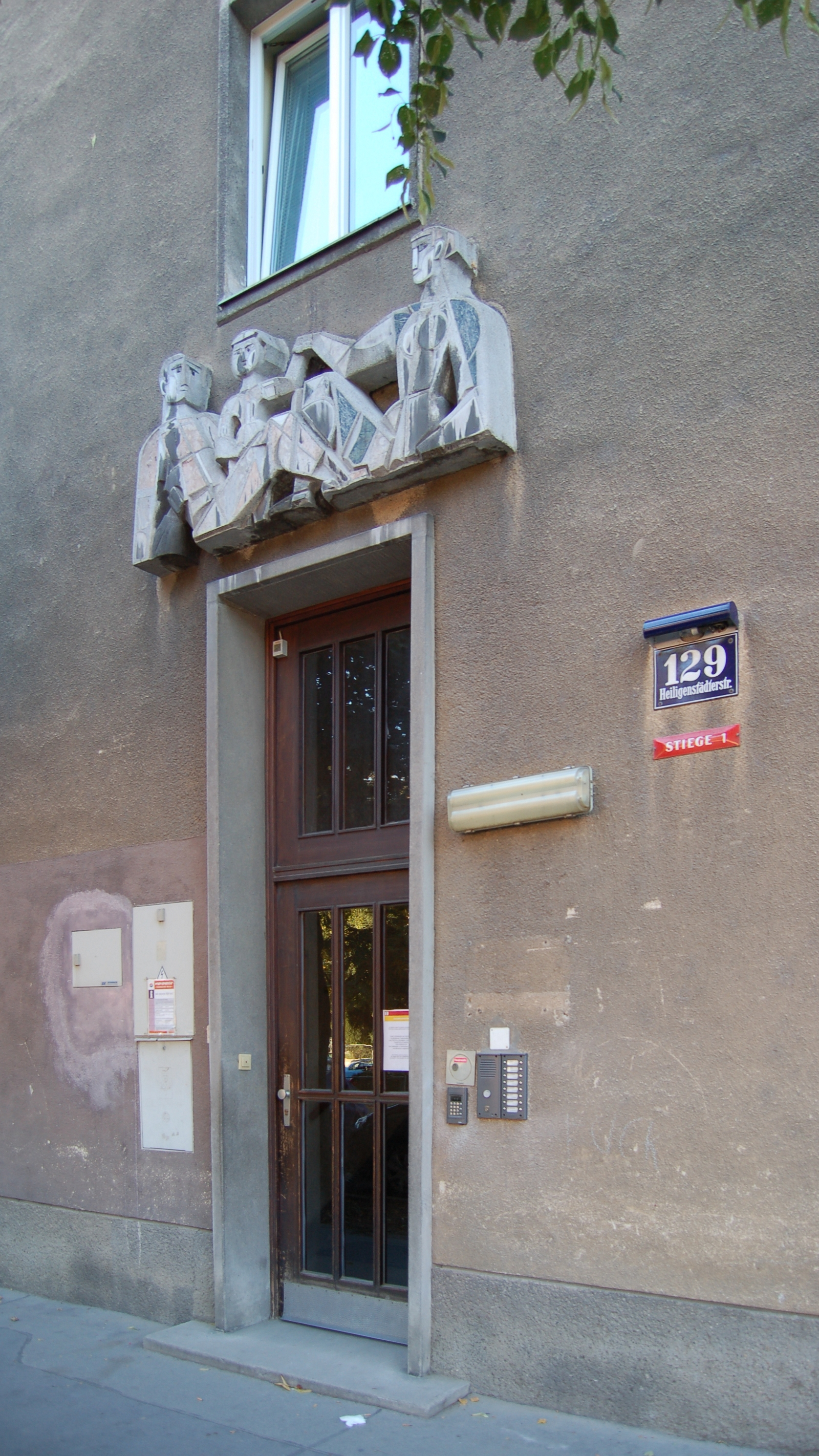
Relief über dem Eingang zum Gemeindebau Heiligenstädter Straße 129
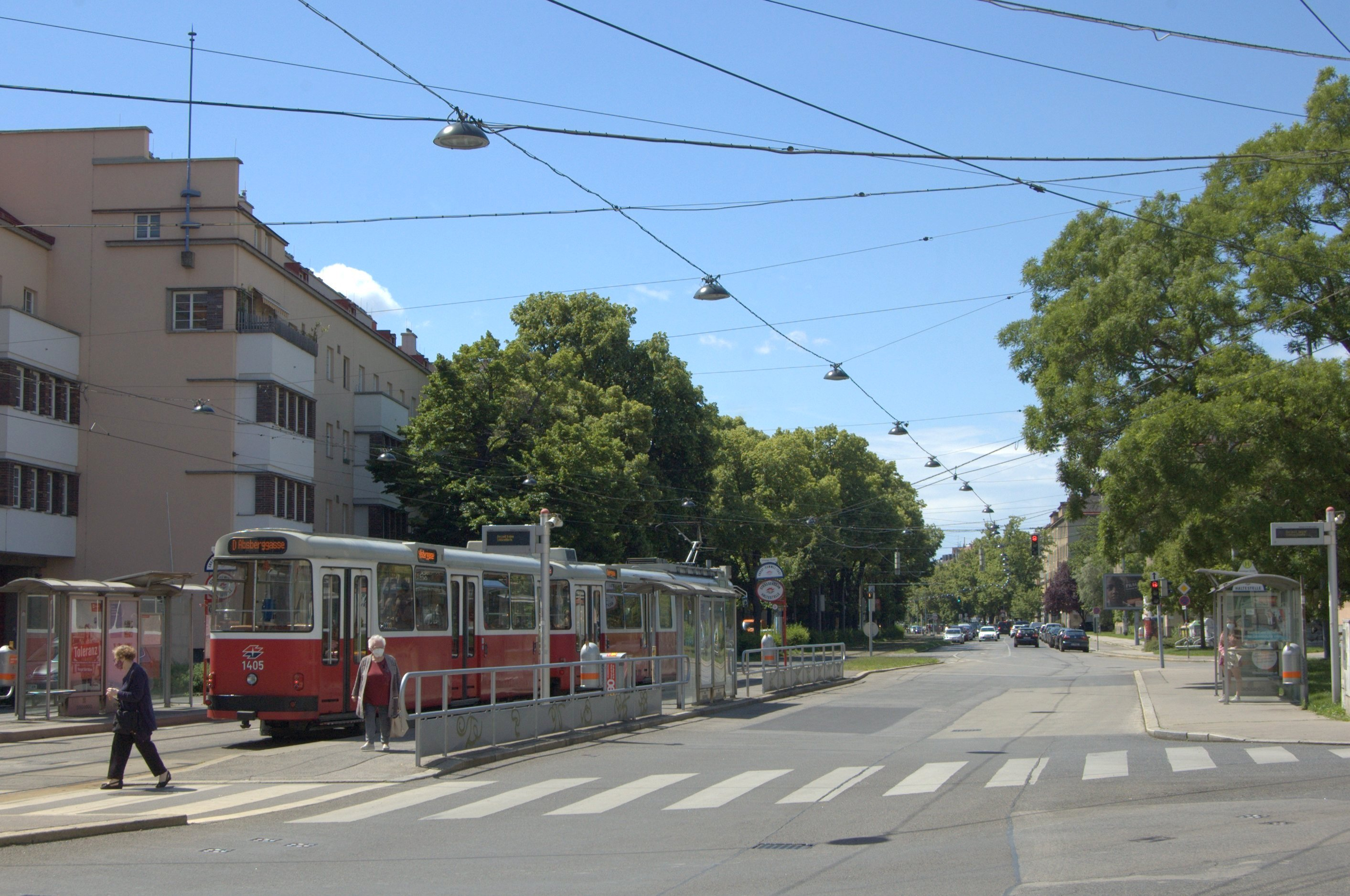
Bei der Grinzinger Straße, Blickrichtung stadteinwärts
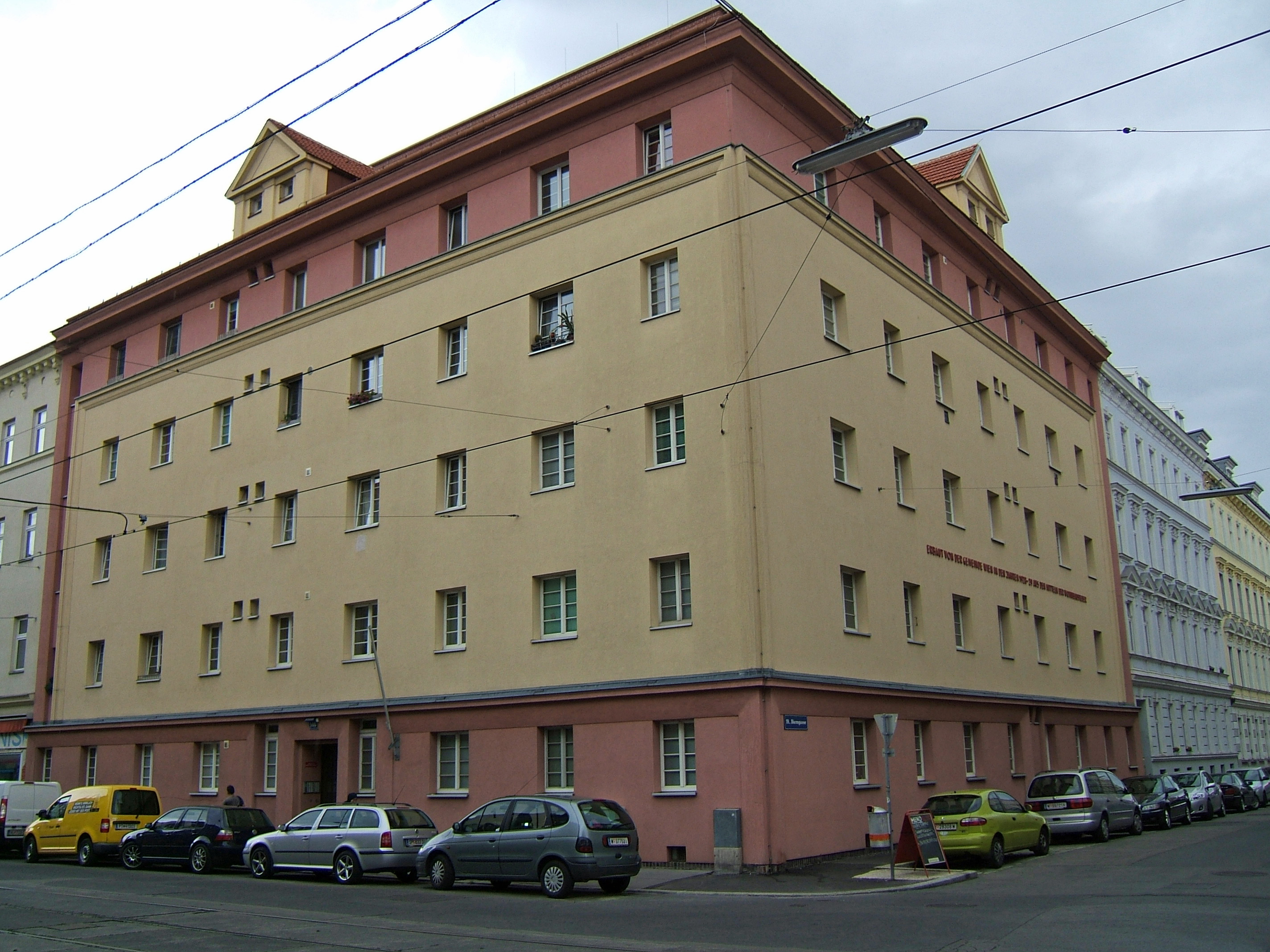
Gemeindebau Heiligenstädter Straße 146
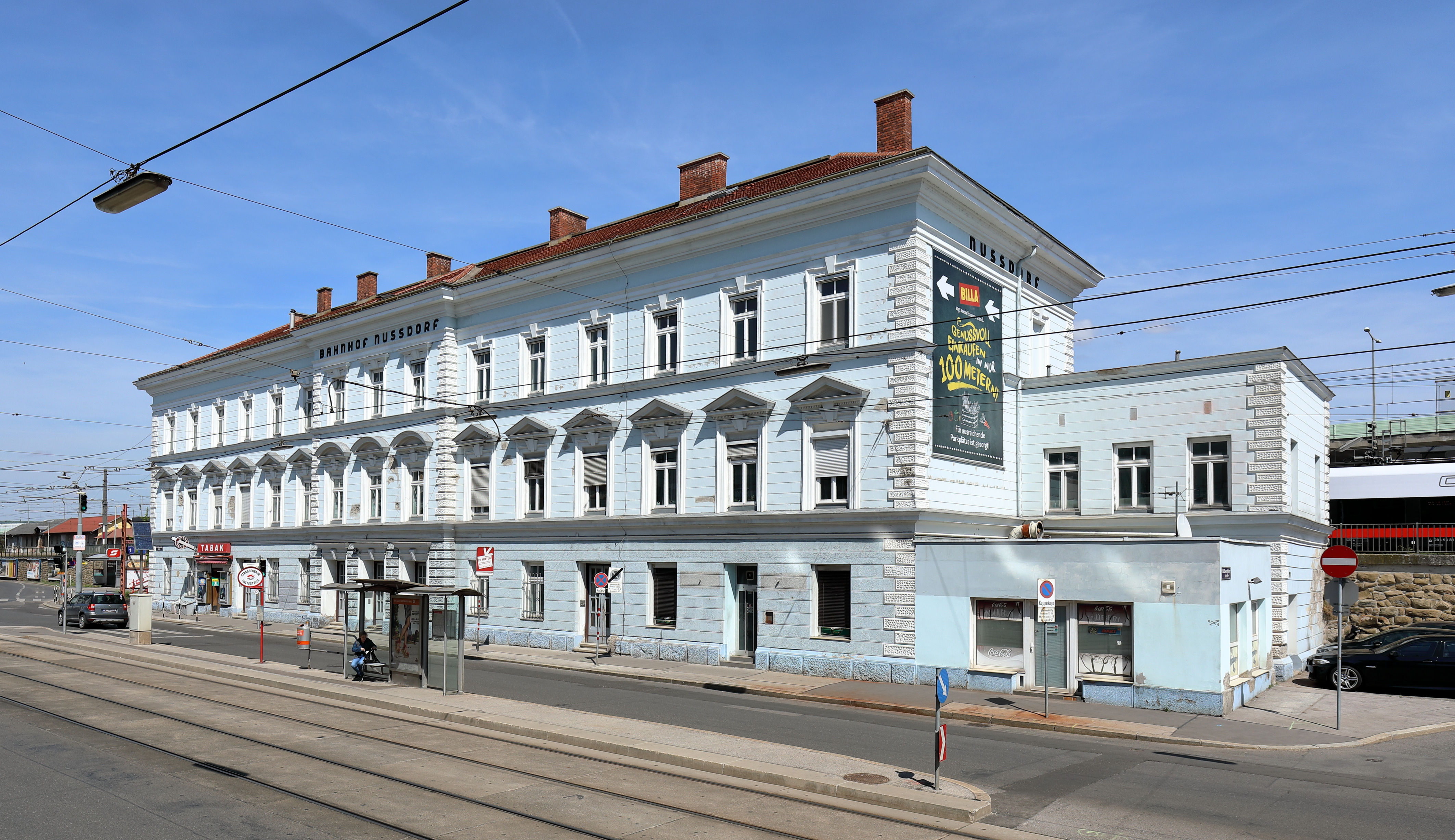
Bahnhof Nussdorf
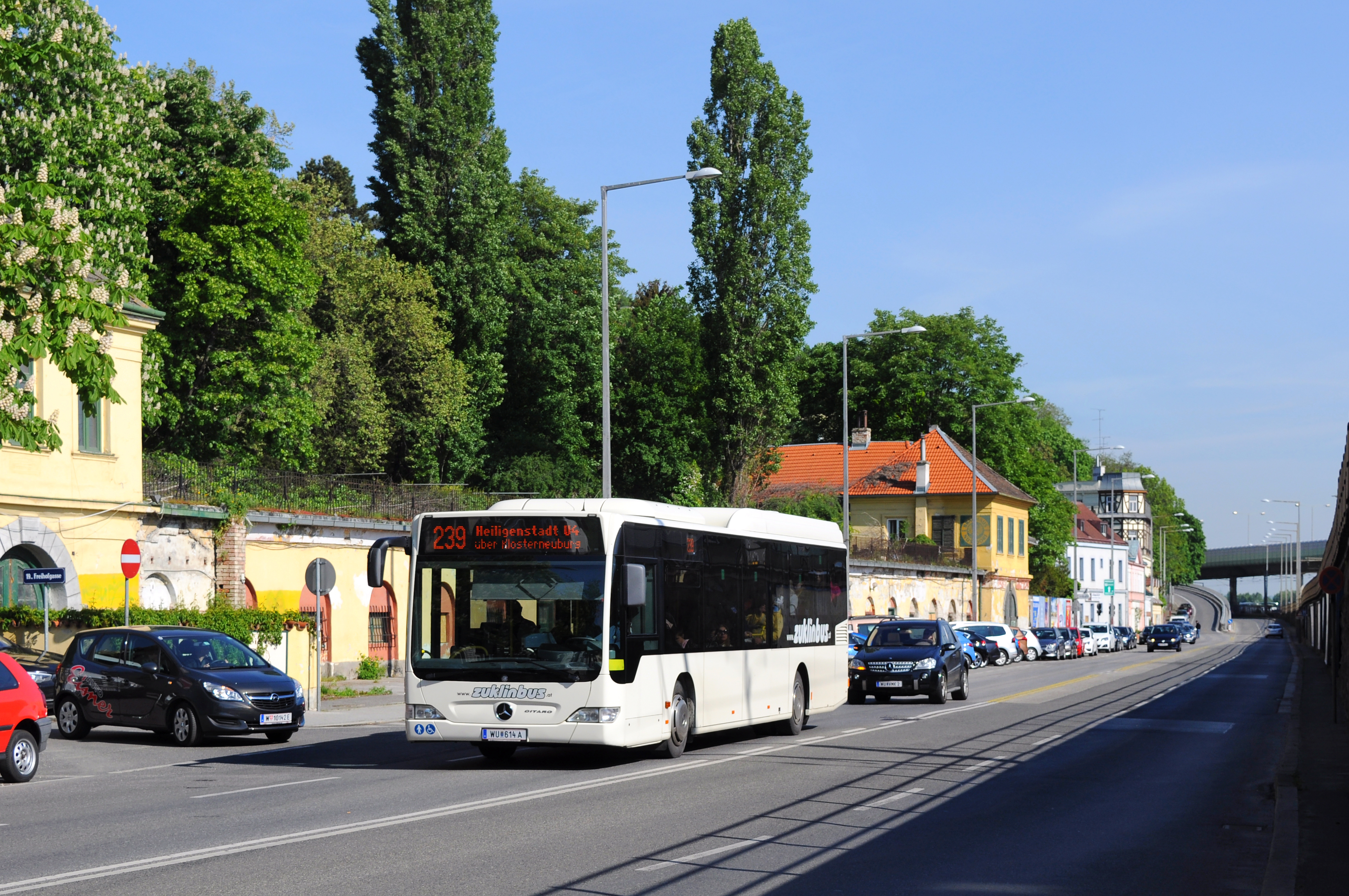
Nördlich vom Bahnhof Nussdorf, Blickrichtung stadtauswärts
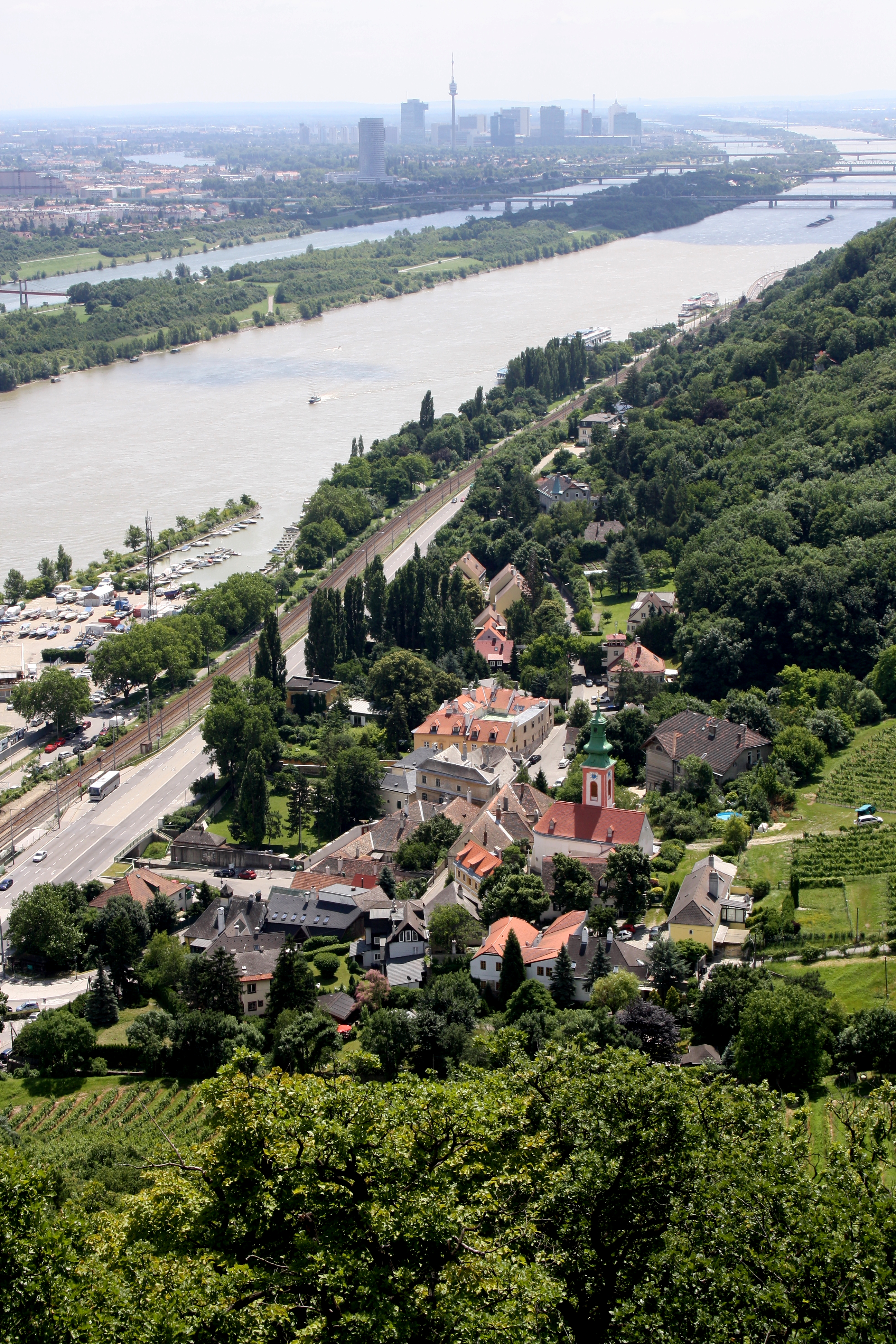
Kahlenbergerdorf, links davon die Heiligenstädter Straße
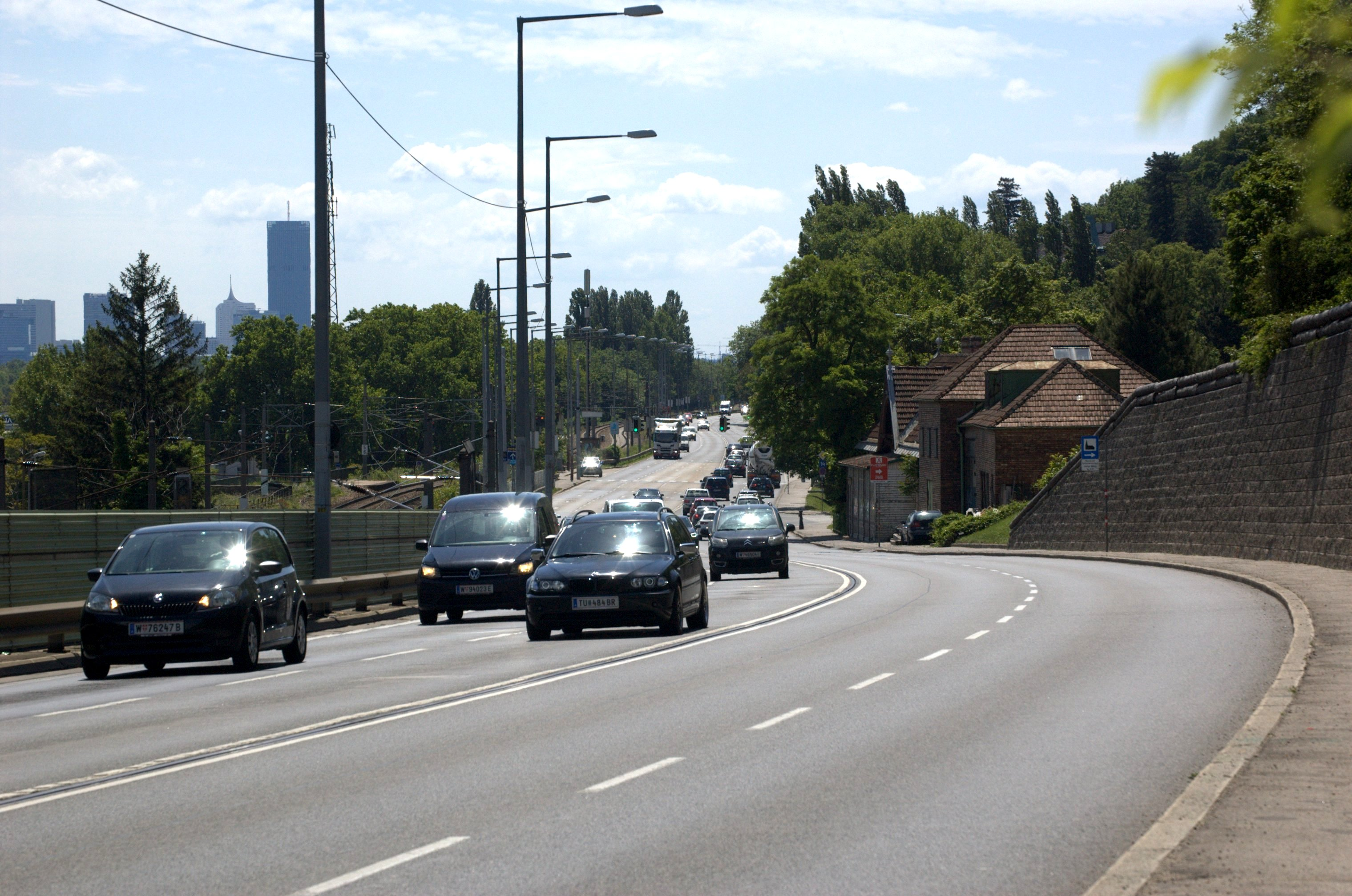
Nördlich vom Kahlenbergerdorf, Blickrichtung stadteinwärts
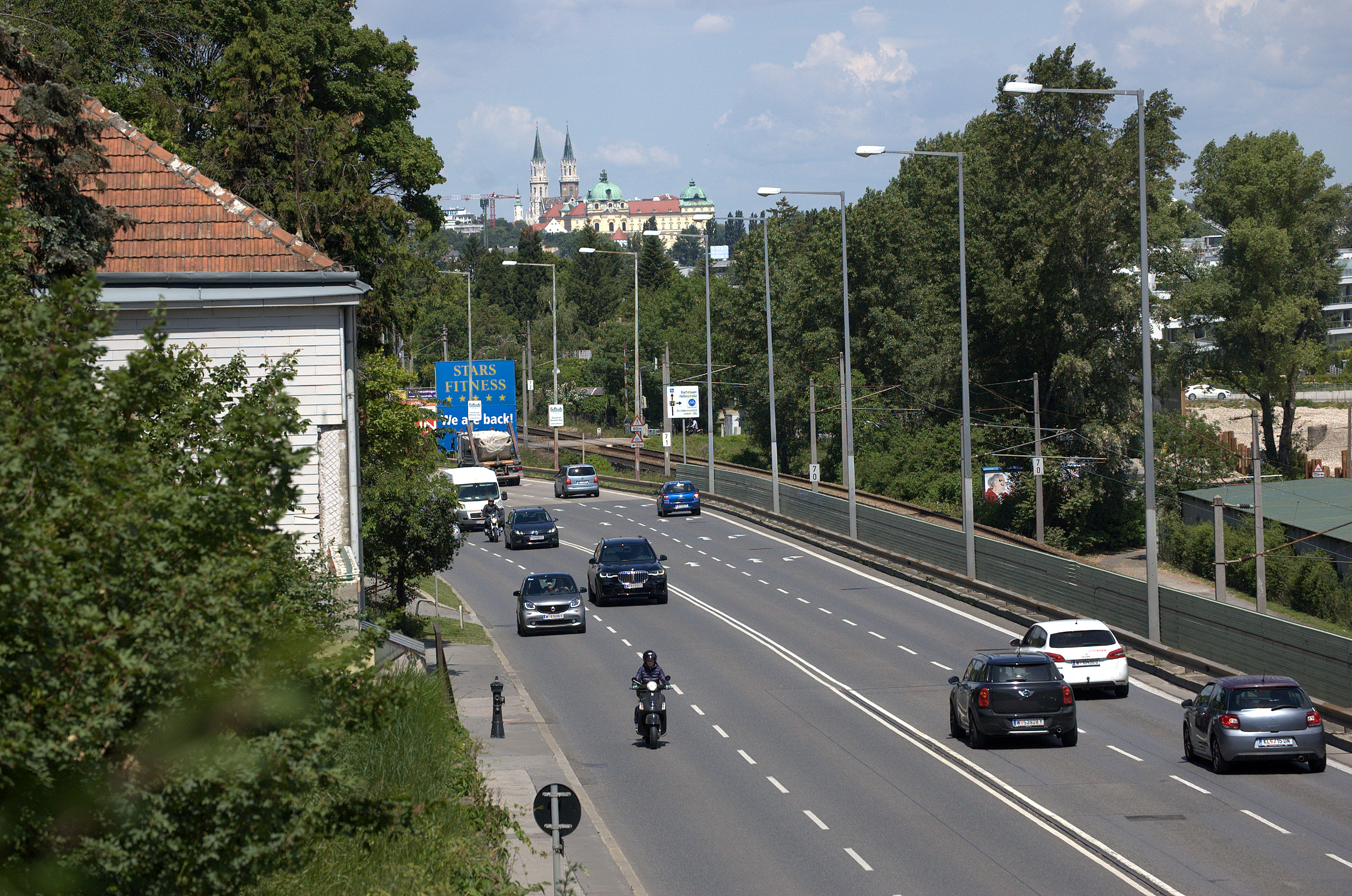
Nahe der Stadtgrenze vor Klosterneuburg